# Comuna Crasna, Sălaj
Crasna (în maghiară Kraszna, în germană Krassmarkt), este o comună în județul Sălaj, Transilvania, România, formată din satele Crasna (reședința), Huseni, Marin și Ratin.

## Așezare
Comuna Crasna este situată în partea sud-vestică a județului Sălaj, în Depresiunea Șimleu, la confluența râului Crasna cu Valea Banului.

## Scurt istoric
Săpăturile arheologice făcute de-a lungul timpului pe teritoriul satelor componente actualei comune Crasna aduc dovezi materiale ale unor locuiri încă din cele mai vechi timpuri, astfel lângă satul Ratin s-a descoperit o așezare atribuită culturii Tisa, faza târzie iar pe raza localității Huseni s-au semnalat așezări aparținând epocii bronzului.
În secolul IV î.e.n. pe teritoriul comunei pătrund celții, aducând noi tehnici de prelucrare a metalelor precum și roata olarului, dar sunt ușor asimilați de localnicii mult mai numeroși. Din această perioadă este datată o așezare din perimetrul satului Marin, în nordul căreia se găsea cetatea "Dacidava", pe Măgura Șimleului, aceasta având rol de apărare în cea mai mare parte a Depresiunii Șimleului, astfel așezările mai vechi de la Crasna, Ratin și Huseni puteau să se mențină ca localități agricole și comerciale pe drumul spre Porolissum.
Prima atestare documentară a satelor aparținătoare comunei: Crasna în anul 1213, sub numele de Carasna, Ratin în anul 1259 ca terra Rathon, Huseni la 1341 cu numele de Huzyazo (Husasu), și satul Marin în 1458 ca Maron iar în 1497 ca Maroni, atunci cănd regele Ungariei, Matei Corvin donează moșia Marinului, baronului Bonffi Ștefan și fiilor săi.
Începând cu anul 1876, satele Crasna, Ratin, Huseni și Marin au aparținut de Comitatul Sălaj din Regatul Ungariei, apartenență ce se va încheia în anul 1920, odată cu semnarea Tratatului de la Trianon, tratat ce avea să stabilească frontierelor Ungariei cu vecinii săi, iar în perioada interbelică făceau parte din zona teritorială a județului Sălaj, urmând ca apoi, începând cu anul 1952, odată cu reorganizarea teritorială a României după modelul sovietic, și până în anul 1968, să facă parte din raionul Zalău, Regiunea Cluj.

## Demografie
Componența etnică a comunei Crasna
     Maghiari (61,99%)
     Români (20,05%)
     Romi (11,42%)
     Alte etnii (6,54%)
Componența confesională a comunei Crasna
     Reformați (49,87%)
     Ortodocși (22,86%)
     Baptiști (11,07%)
     Penticostali (3,25%)
     Adventiști (1,71%)
     Romano-catolici (1,56%)
     Alte religii (2,46%)
     Necunoscută (7,22%)
Conform recensământului efectuat în 2021, populația comunei Crasna se ridică la 6.024 de locuitori, în scădere față de recensământul anterior din 2011, când fuseseră înregistrați 6.485 de locuitori. Majoritatea locuitorilor sunt maghiari (61,99%), cu minorități de români (20,05%) și romi (11,42%). Din punct de vedere confesional, cei mai mulți locuitori sunt reformați (49,87%), cu minorități de ortodocși (22,86%), baptiști (11,07%), penticostali (3,25%), adventiști (1,71%) și romano-catolici (1,56%), iar pentru 7,22% nu se cunoaște apartenența confesională.
Situația demografică la recensământul din anul 2002:
- Structură etnică: români 1.786; maghiari 4.066; rromi 514; ucraineni 3; germani 1; slovaci 1; etnie nedeclarată 2.
- Structura după religie: ortodoxă, 1.913; romano-catolică, 106; reformată, 3.386; penticostală, 4; greco-catolică, 135; baptistă, 598; adventistă de ziua a Șaptea, 136; unitariană, 1; creștină după evanghelie, 27; evanghelică luterană sinodo-presbiterană, 1; Mozaică, 1; altă religie, 66; fără religie, 2.

## Personalități
- Lazăr Maior (1871 - 1948), delegat în Marea Adunare Națională de la Alba Iulia 1918

## Politică și administrație
Comuna Crasna este administrată de un primar și un consiliu local compus din 15 consilieri. Primarul, István Kovacs[*], de la Uniunea Democrată Maghiară din România, este în funcție din octombrie 2020. Începând cu alegerile locale din 2024, consiliul local are următoarea componență pe partide politice:
|  | Partid                                 | Consilieri | Componența Consiliului | Componența Consiliului | Componența Consiliului | Componența Consiliului | Componența Consiliului | Componența Consiliului | Componența Consiliului | Componența Consiliului | Componența Consiliului | Componența Consiliului | Componența Consiliului | Componența Consiliului |
|  | -------------------------------------- | ---------- | ---------------------- | ---------------------- | ---------------------- | ---------------------- | ---------------------- | ---------------------- | ---------------------- | ---------------------- | ---------------------- | ---------------------- | ---------------------- | ---------------------- |
|  | Uniunea Democrată Maghiară din România | 12         |                        |                        |                        |                        |                        |                        |                        |                        |                        |                        |                        |                        |
|  | Partidul Național Liberal              | 2          |                        |                        |                        |                        |                        |                        |                        |                        |                        |                        |                        |                        |
|  | Partidul Social Democrat               | 1          |                        |                        |                        |                        |                        |                        |                        |                        |                        |                        |                        |                        |

## Economie
Economia comunei se bazează pe activități în domeniul: industriei de prelucrare a lemnului, industriei materialelor de construcții, comerțului, seviciilor și agroturismului. Activitatea de bază rămâne însă agricultura, prin cultura plantelor și creșterea animalelor, pomicultura și viticultura.

## Atracții turistice
- Biserica Reformat-Calvină din Crasna, construită în secolul al XIV-lea
- Biserica Ortodoxă din Crasna
- Biserica Romano-Catolică din Crasna
- Biserica Ortodoxă din Marin
- Biserica Greco-Catolică din Marin
- Barajul artificial de la Vârșolț
- Pivnițele de vin din "Dealul Strugurilor" de la Crasna

## Imagini

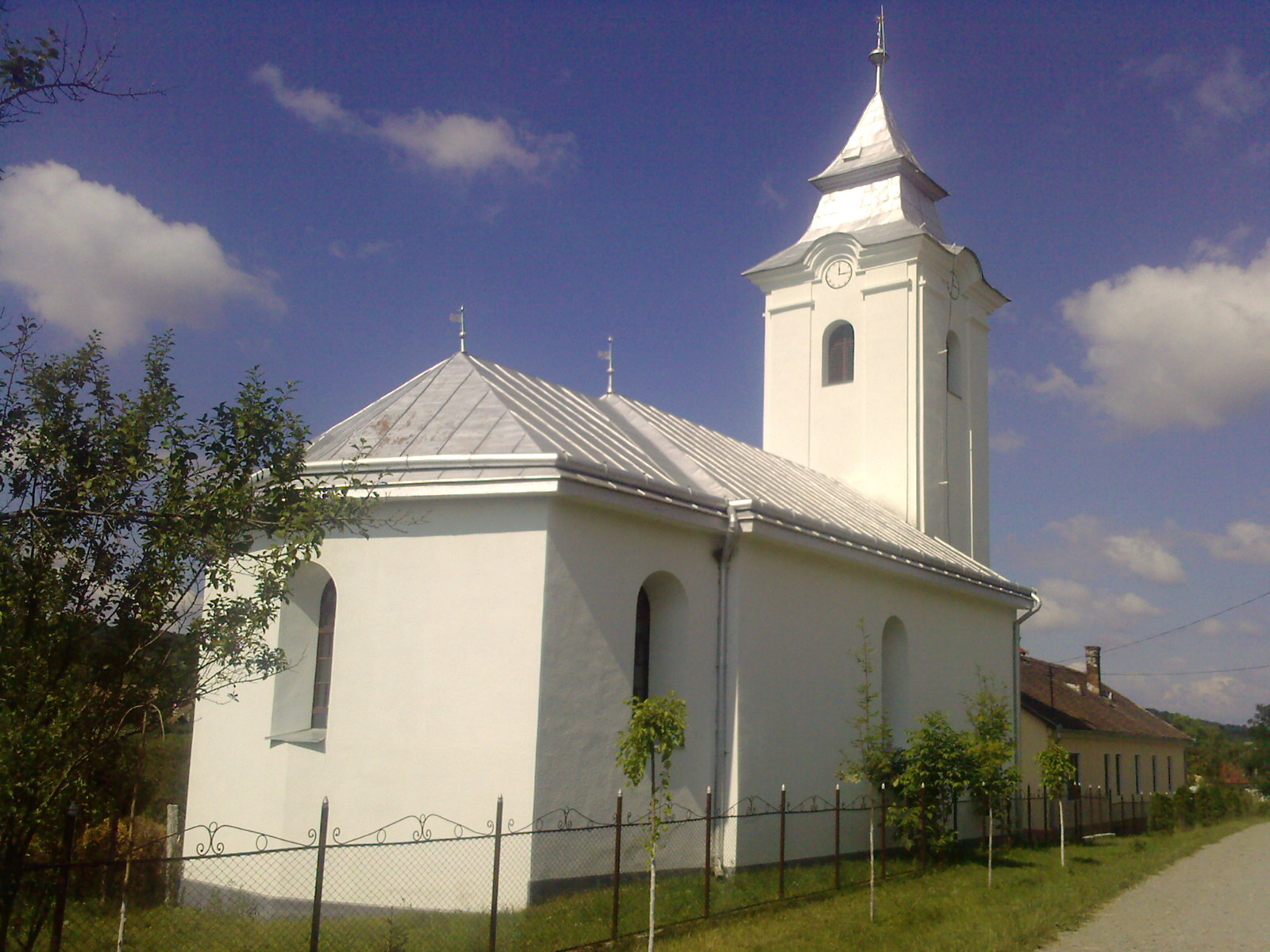
Ratin
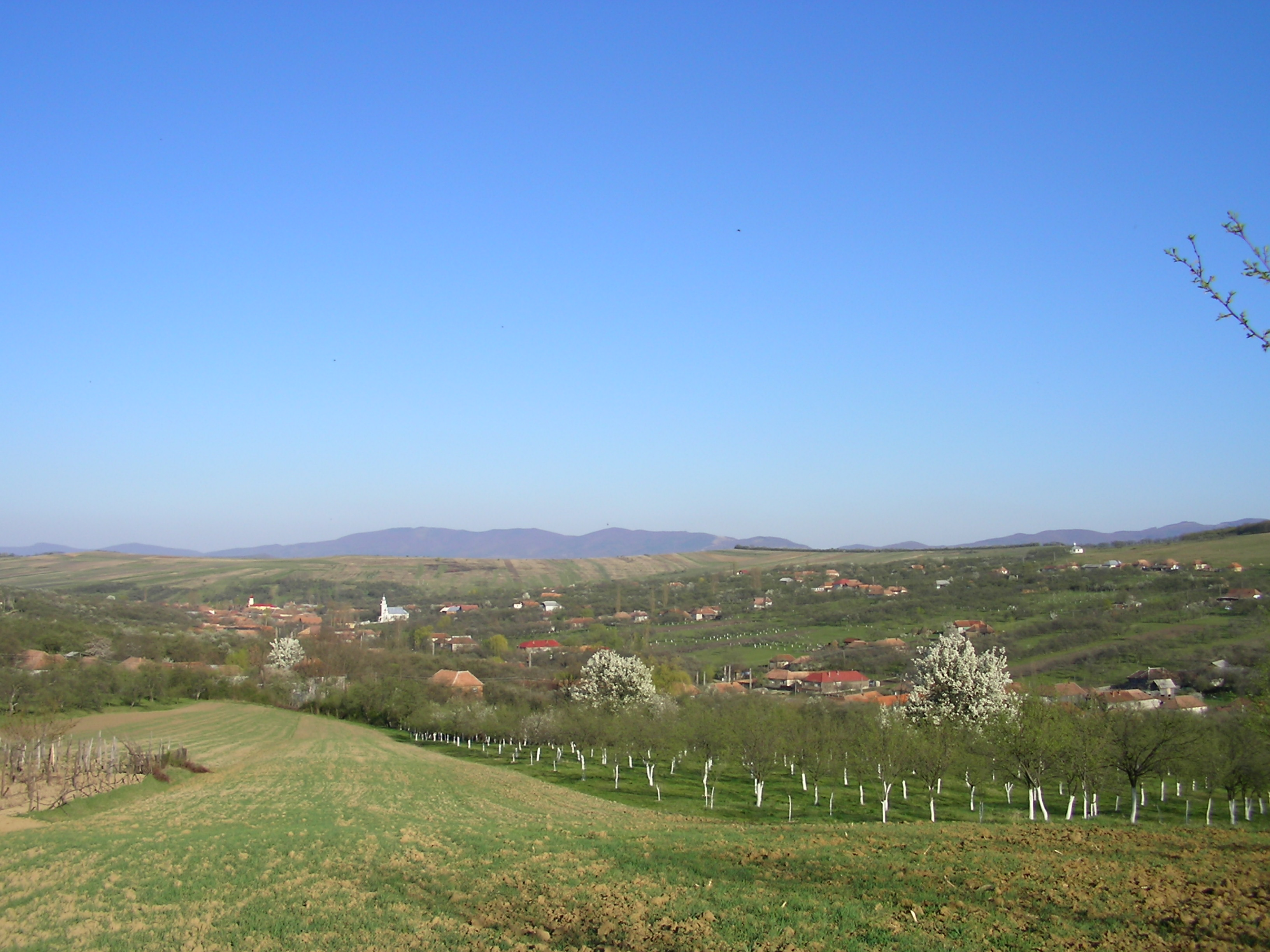
Marin
Biserica greco-catolică din Marin
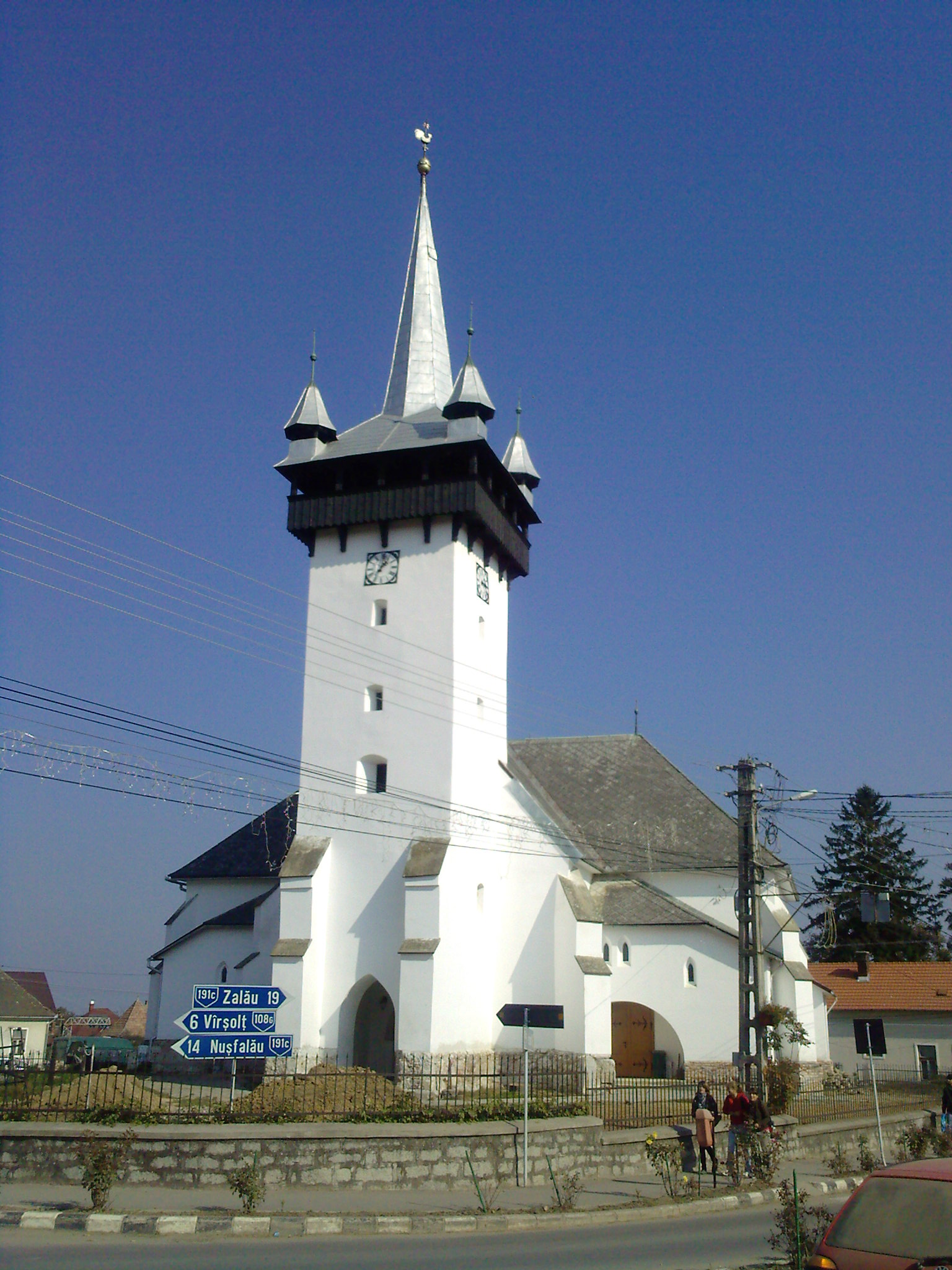
Biserica Refomată din satul Crasna
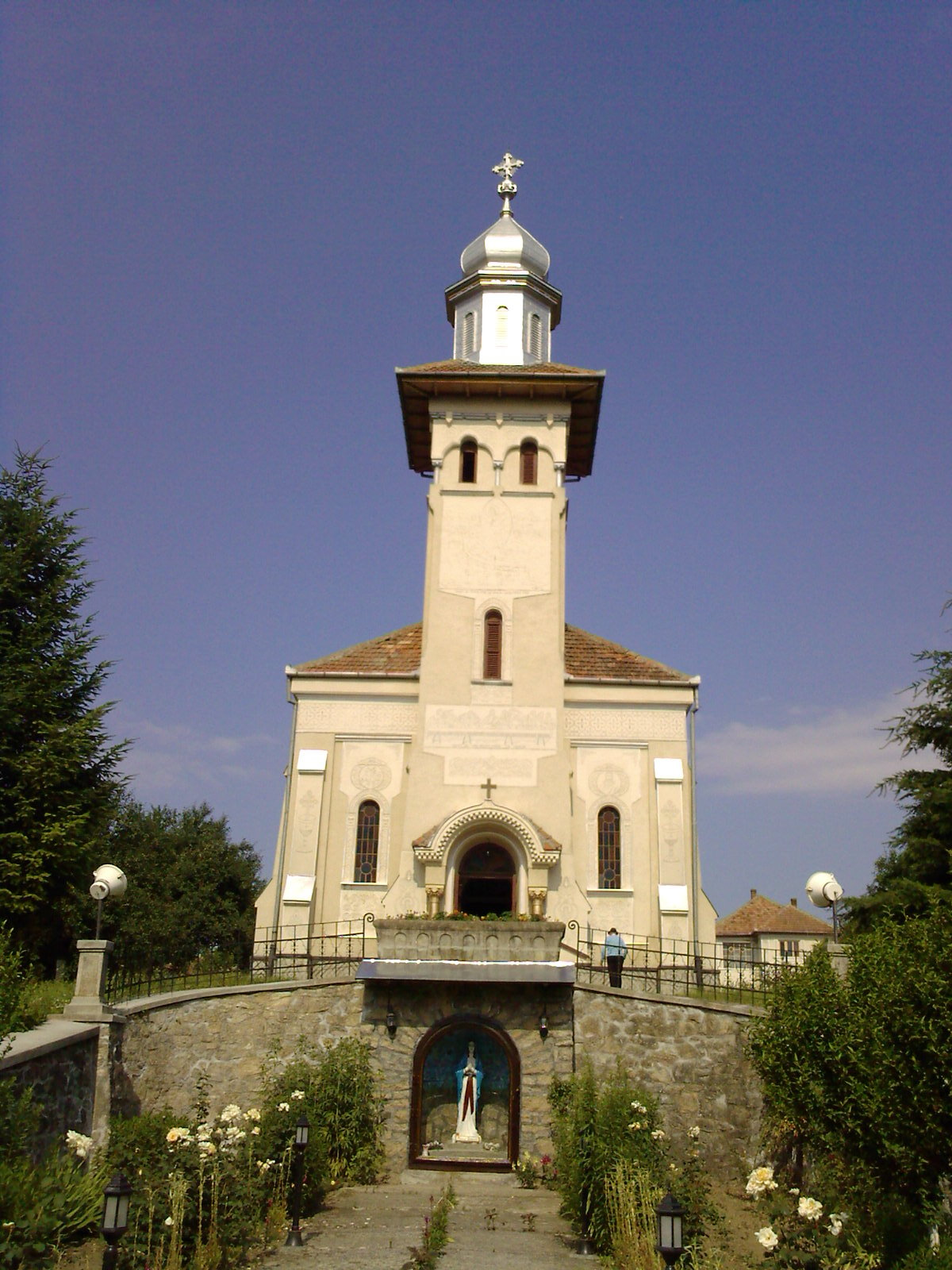
Biserica ortodoxă din satul Crasna
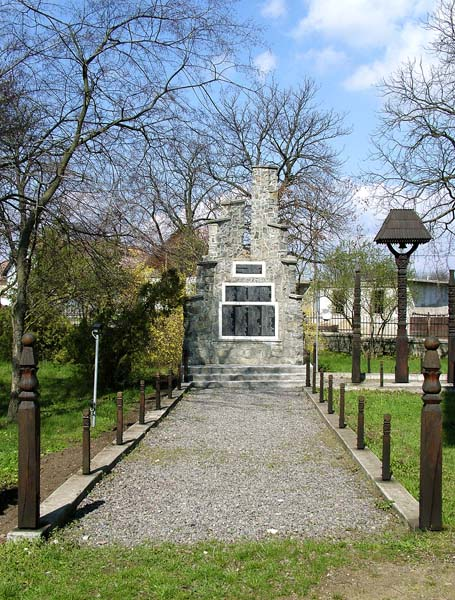
Monument in satul Crasna
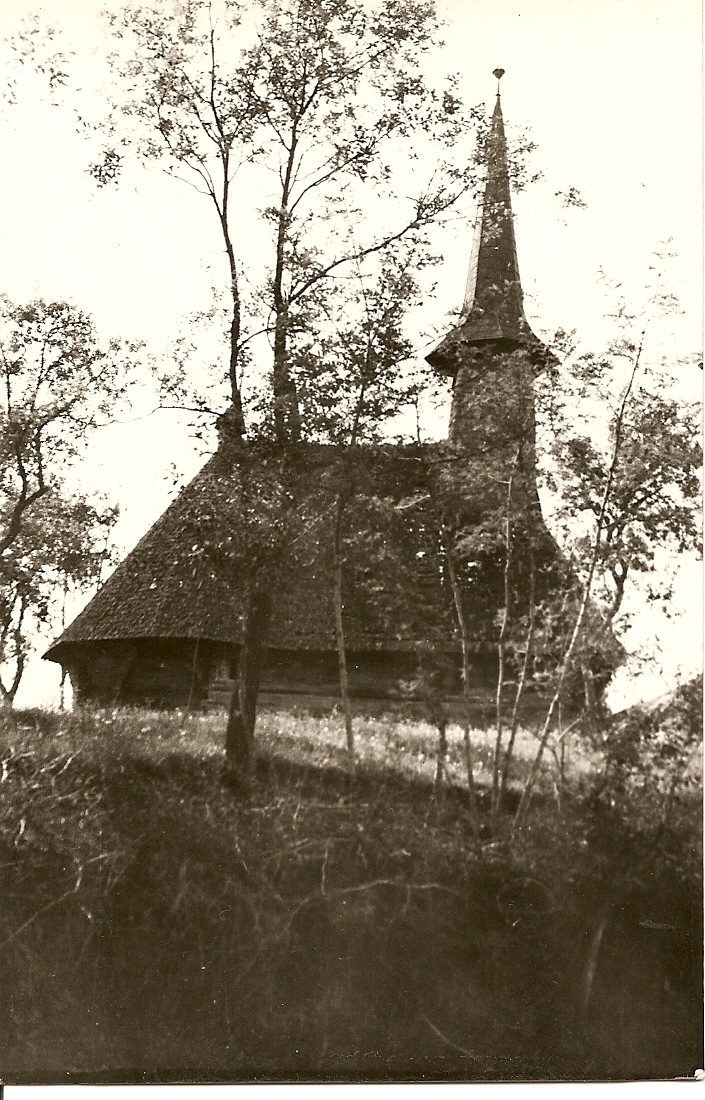
Biserica veche din Marin
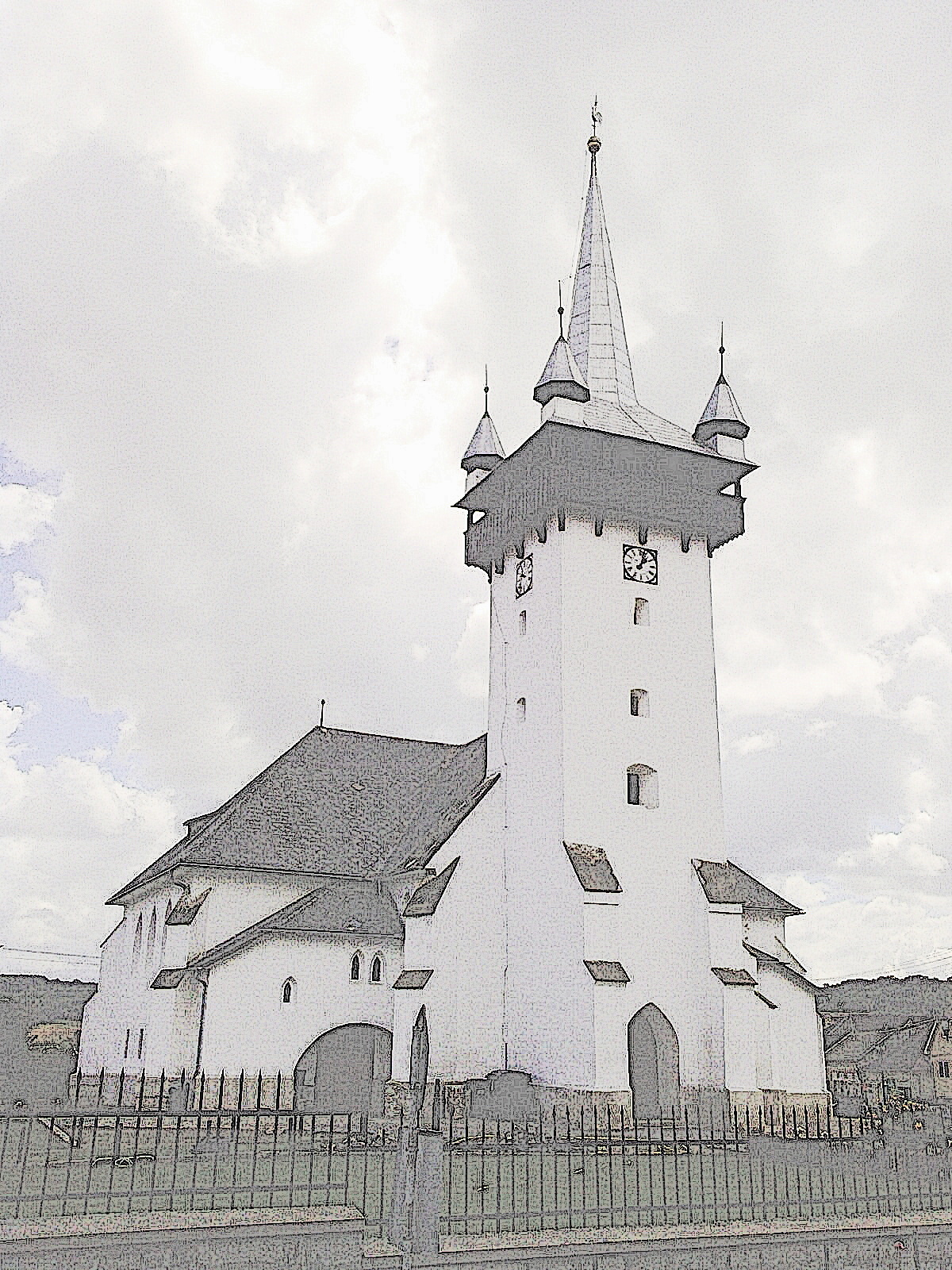
Biserica reformată din Crasna